# S.T. Dupont

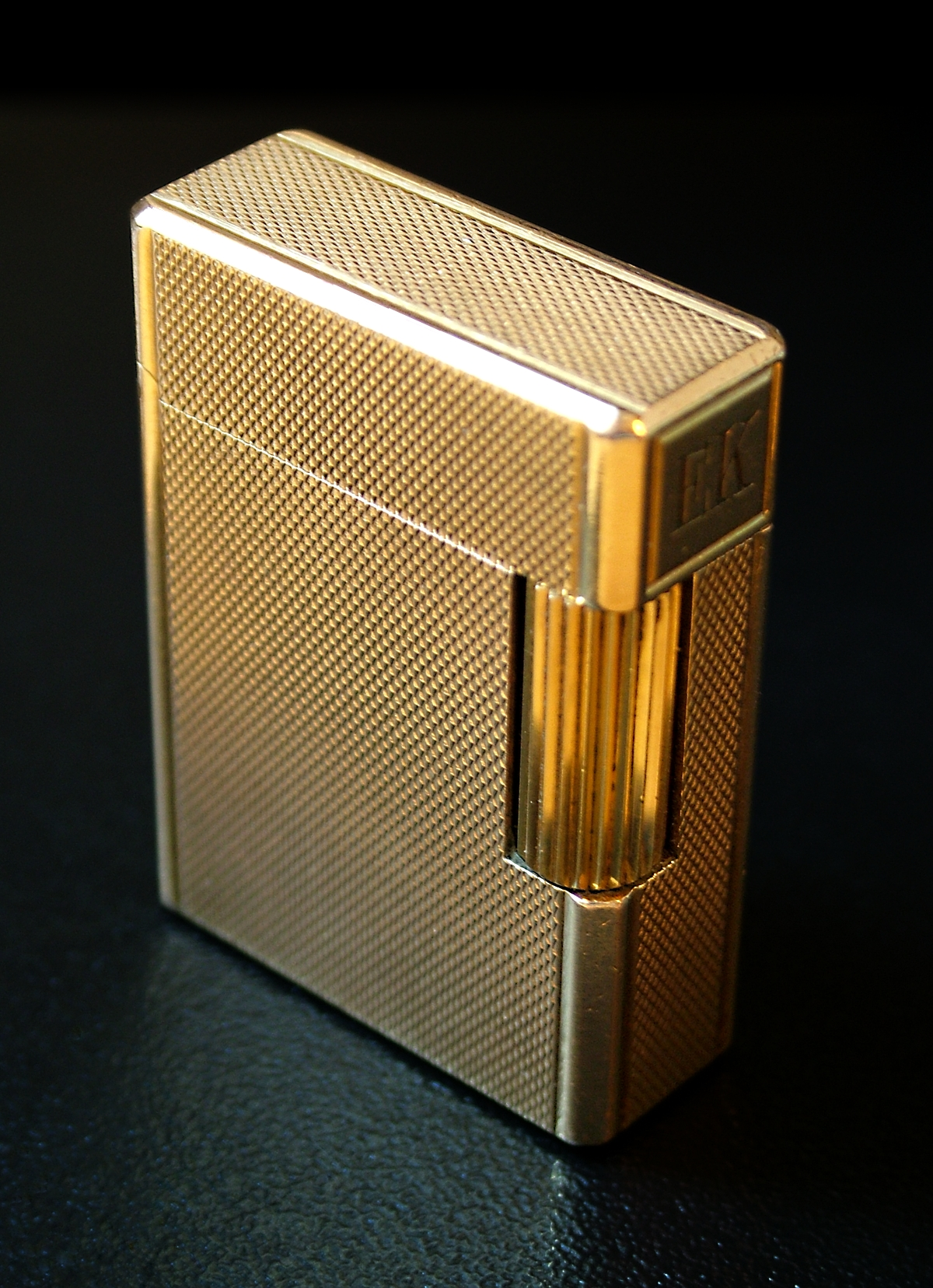
Feuerzeug der Marke S.T. Dupont

S.T. Dupont ist ein französischer Hersteller von Luxus-Accessoires mit Sitz in Paris und heute vor allem für seine Feuerzeuge bekannt. Das Unternehmen ist im Börsenindex CAC Small gelistet.

## Geschichte
Simon Tissot-Dupont (geb. 1847), Gründer und Namensgeber der Firma, erwarb 1872 eine Werkstatt, die lederne Aktentaschen für Diplomaten und Geschäftsleute herstellte. 1884 wurde er Lieferant der Les Grands Magasins du Louvre. 1920 beschäftigte die Firma 250 Arbeiter.
Während des Zweiten Weltkrieges stellte man wegen schlechter Verfügbarkeit der Rohmaterialien die Herstellung der Lederartikel ein und produzierte stattdessen die bis heute bekannten Feuerzeuge. Nach Kriegsende wurde die Herstellung der alten Produktlinie wieder aufgenommen, die erfolgreichen Feuerzeuge blieben jedoch fester Bestandteil des Sortiments. Seit den 1930er Jahren zählen Aristokraten (u. a. einige indische Maharadschas) und Staatsmänner zum Kundenkreis, 1947 auch die spätere Königin Elizabeth anlässlich ihrer Hochzeit.